# Salts als Jocs Olímpics d'estiu de 1906
Als Jocs Olímpics d'Estiu de 1906 a Atenes es disputà una prova de salts. Actualment anomenats Jocs Intercalats, avui dia no són considerats oficials pel Comitè Olímpic Internacional.

## Resum de medalles
| Prova                | Or           | Argent         | Bronze         |
| Plataforma 10 metres | Gottlob Walz | Georg Hoffmann | Otto Satzinger |

## Medaller
| Posició | País     | Or | Plata | Bronze | Total |
| 1       | Alemanya | 1  | 1     | 0      | 2     |
| 2       | Àustria  | 0  | 0     | 1      | 1     |